# Antonio Amarillo
Antonio Bermúdez Amarillo (Cádiz, 23 de octubre de 1960) es un exfutbolista español que se desempeñaba como defensa.

## Clubes
| Club                  | País   | Año       |
| --------------------- | ------ | --------- |
| Cádiz C. F.           | España | 1979-1988 |
| Sabadell Futbol Club  | España | 1988-1989 |
| Real Murcia C.F.      | España | 1989-1991 |
| Racing Club Portuense | España | 1991-1992 |